# Gran Premio motociclistico del Portogallo
Il Gran Premio del Portogallo è una delle prove del motomondiale, la prima edizione si svolse nel 1987. 

## Storia
La prima edizione, svoltasi il 13 settembre 1987, si è svolta sul circuito di Jarama in territorio spagnolo, visto che il circuito principale portoghese, quello di Estoril, non era ai tempi omologato per le competizioni motociclistiche.
Venne inserito quale tredicesima prova del motomondiale 1987 e rappresentò anche l'ultima prova della classe 125 per quell'anno; di conseguenza fu anche l'ultima prova in cui per quella cilindrata erano ammesse le motociclette bicilindriche, dall'anno successivo limitate per regolamento ad essere solo monocilindriche.
Nel 1988 la gara era inserita nel programma del motomondiale ma la Federazione portoghese rinunciò alla sua organizzazione e la gara venne all'ultimo momento sostituita da una prova svoltasi sul circuito di Jerez de la Frontera e chiamata "Gran Premio Expo 92", in onore della Expo '92 Siviglia.
Il Gran Premio si è riaffacciato nel calendario delle competizioni mondiali dall'edizione del 2000 e fino al 2012 è stato ospitato all'Estoril.
A causa del COVID-19 la FIM ha dovuto modificare il calendario originale previsto per la stagione 2020 cancellando alcune tappe, posticipandone altre e inserendone alcune nuove (come il Gran Premio di Stiria con sede al circuito del Red Bull Ring il 23 agosto, il Gran Premio dell'Emilia Romagna e della Riviera di Rimini sul circuito di Misano Adriatico il 20 settembre, il Gran Premio di Teruel con sede al circuito di Aragón il 25 ottobre e il Gran Premio d'Europa, che ritorna in calendario dopo 25 anni, con sede al circuito di Valencia l'8 novembre). Il 9 agosto 2020 viene ufficializzato il ritorno del Gran Premio del Portogallo, a distanza di 8 anni dall'ultima volta, come tappa conclusiva della stagione 2020, per la prima volta sul circuito di Portimão.
Il 22 gennaio 2021, il Gran Premio del Portogallo viene confermato nel calendario provvisorio della stagione 2021, come terza tappa del mondiale dal 16 al 18 aprile, sempre sul circuito di Portimão. Infatti, sempre a causa della pandemia da COVID-19, le tappe americane previste inizialmente nel primo calendario provvisorio della stagione, vengono rinviate a data da destinarsi verso fine stagione.

## Risultati del Gran Premio
| Anno | Circuito | classe 80              | classe 125         | classe 250         | classe 500            | Resoconto |
| ---- | -------- | ---------------------- | ------------------ | ------------------ | --------------------- | --------- |
| 1987 | Jarama   | Jorge Martínez (Derbi) | Paolo Casoli (AGV) | Anton Mang (Honda) | Eddie Lawson (Yamaha) | Resoconto |

| Anno | Circuito | classe 125                | classe 250                | classe 500                 | -                          | Resoconto |
| ---- | -------- | ------------------------- | ------------------------- | -------------------------- | -------------------------- | --------- |
| 2000 | Estoril  | Emilio Alzamora (Honda)   | Daijirō Katō (Honda)      | Garry McCoy (Yamaha)       |                            | Resoconto |
| 2001 | Estoril  | Manuel Poggiali (Gilera)  | Daijirō Katō (Honda)      | Valentino Rossi (Honda)    |                            | Resoconto |
| Anno | Circuito | classe 125                | classe 250                | MotoGP                     | -                          | Resoconto |
| 2002 | Estoril  | Arnaud Vincent (Aprilia)  | Fonsi Nieto (Aprilia)     | Valentino Rossi (Honda)    |                            | Resoconto |
| 2003 | Estoril  | Pablo Nieto (Aprilia)     | Toni Elías (Aprilia)      | Valentino Rossi (Honda)    |                            | Resoconto |
| 2004 | Estoril  | Héctor Barberá (Aprilia)  | Toni Elías (Honda)        | Valentino Rossi (Yamaha)   |                            | Resoconto |
| 2005 | Estoril  | Mika Kallio (KTM)         | Casey Stoner (Aprilia)    | Alex Barros (Honda)        |                            | Resoconto |
| 2006 | Estoril  | Álvaro Bautista (Aprilia) | Andrea Dovizioso (Honda)  | Toni Elías (Honda)         |                            | Resoconto |
| 2007 | Estoril  | Héctor Faubel (Aprilia)   | Álvaro Bautista (Aprilia) | Valentino Rossi (Yamaha)   |                            | Resoconto |
| 2008 | Estoril  | Simone Corsi (Aprilia)    | Álvaro Bautista (Aprilia) | Jorge Lorenzo (Yamaha)     |                            | Resoconto |
| 2009 | Estoril  | Pol Espargaró (Derbi)     | Marco Simoncelli (Gilera) | Jorge Lorenzo (Yamaha)     |                            | Resoconto |
| Anno | Circuito | classe 125                | Moto2                     | MotoGP                     | -                          | Resoconto |
| 2010 | Estoril  | Marc Márquez (Derbi)      | Stefan Bradl (Suter)      | Jorge Lorenzo (Yamaha)     |                            | Resoconto |
| 2011 | Estoril  | Nicolás Terol (Aprilia)   | Stefan Bradl (Kalex)      | Daniel Pedrosa (Honda)     |                            | Resoconto |
| Anno | Circuito | Moto3                     | Moto2                     | MotoGP                     | -                          | Resoconto |
| 2012 | Estoril  | Sandro Cortese (KTM)      | Marc Márquez (Suter)      | Casey Stoner (Honda)       |                            | Resoconto |
| 2020 | Algarve  | Raúl Fernández (KTM)      | Remy Gardner (Kalex)      | Miguel Oliveira (KTM)      |                            | Resoconto |
| 2021 | Algarve  | Pedro Acosta (KTM)        | Raúl Fernández (Kalex)    | Fabio Quartararo (Yamaha)  |                            | Resoconto |
| 2022 | Algarve  | Sergio García (Gas Gas)   | Joe Roberts (Kalex)       | Fabio Quartararo (Yamaha)  |                            | Resoconto |
| Anno | Circuito | Moto3                     | Moto2                     | MotoGP                     | MotoGP                     | Resoconto |
| Anno | Circuito | Moto3                     | Moto2                     | Sprint                     | Gara                       | Resoconto |
| 2023 | Algarve  | Daniel Holgado (KTM)      | Pedro Acosta (Kalex)      | Francesco Bagnaia (Ducati) | Francesco Bagnaia (Ducati) | Resoconto |

| Anno | Circuito | Moto3                    | Moto2              | MotoGP                     | MotoGP                | MotoE                      | MotoE                   | Resoconto |
| Anno | Circuito | Moto3                    | Moto2              | Sprint                     | Gara                  | Gara 1                     | Gara 2                  | Resoconto |
| ---- | -------- | ------------------------ | ------------------ | -------------------------- | --------------------- | -------------------------- | ----------------------- | --------- |
| 2024 | Algarve  | Daniel Holgado (Gas Gas) | Arón Canet (Kalex) | Maverick Vinales (Aprilia) | Jorge Martín (Ducati) | Nicholas Spinelli (Ducati) | Mattia Casadei (Ducati) | Resoconto |